# 월정리역
월정리역(Woljeong-ri/Woljeongni station, 月井里驛)은 대한민국 강원특별자치도 철원군 철원읍 홍원리에 위치한 경원선의 철도역이었다.
이 역은 1950년 6월 25일 한국 전쟁이 발발하면서 폐역됨으로써 전쟁하고 남북분단의 아픈 역사를 간직한 곳이다.
철원역하고 함께 한반도 군사 분계선 접경지역 남쪽의 민통선 안에 위치해 있기 때문에 다음 사항을 참고해야 한다.
- 출입을 위해서는 최소한 2주 전에 해당군청 문화행사과에 출입 신청을 해야 함.
- 해당 군부대(육군 제 3153)에 출입 허가를 받아야 함.
- 신분증(주민등록증, 학생증, 여권, 청소년증, 운전면허증 등)을 반드시 지참해야 함.
- 오후 6시 이후 출입 금지(하절기 오후 7시 · 동절기 오후 5시) .

## 연혁
- 1913년 7월 10일 : 경원선 철원 ~ 복계 구간 개통에 따라 개업[3]
- 1934년 12월 8일 : 역사 신축 준공[4]
- 1950년 6월 25일 : 한국 전쟁 발발로 자연히 폐지
- 1988년 : 비무장지대의 남방한계선(SLL)에서 현 위치로 이전 복원[5]
- 2015년 8월 5일 : 경원선 백마고지 ~ 월정리 단선 비전철 복원 구간 기공식이 백마고지역에서 개최
- 2016년 6월 17일 : 경원선 백마고지 ~ 월정리 구간 공사 중단

## 특징
- 철원군에서는 군과 협조해 월정리역(철의 삼각전망대), 제2땅굴, 철원 노동당사를 관광하는 안보관광코스를 운영하고 있다.
- 역의 이름은 역 개업 당시의 주소인 어운동면 월정리[6]에 유래하며, 원래 역은 비무장지대의 남쪽 경계선인 남방한계선(SLL)에 붙어 있었다.[5]
- 현재 남아있는 역사하고 부속 시설 일체는 한국 전쟁 당시 소실된 건물을 현 위치로 이전하여 복원한 것이다.[7] 아울러 역 구내는 이웃 철원역과 마찬가지로 보전관리지역으로 지정되어 있다.
- 한국 전쟁 당시에 탈선한 열차의 잔해하고 4001호 디젤 기관차가 역 구내에 유치되어 있으며, "철마(鐵馬)는 달리고 싶다!"라는 표어가 쓰여진 이정표(서울 104km, 평강 19km, 성진 478km, 부산 543km, 원산 123km, 청진 653km, 목포 525km, 함흥 247km, 나진 731km) 또한 이 곳에 설치되어 있다.

## 사진

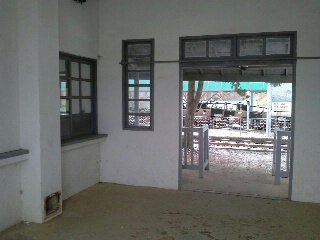
역사 내부
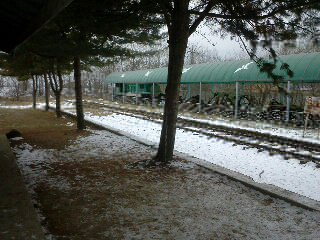
역 구내
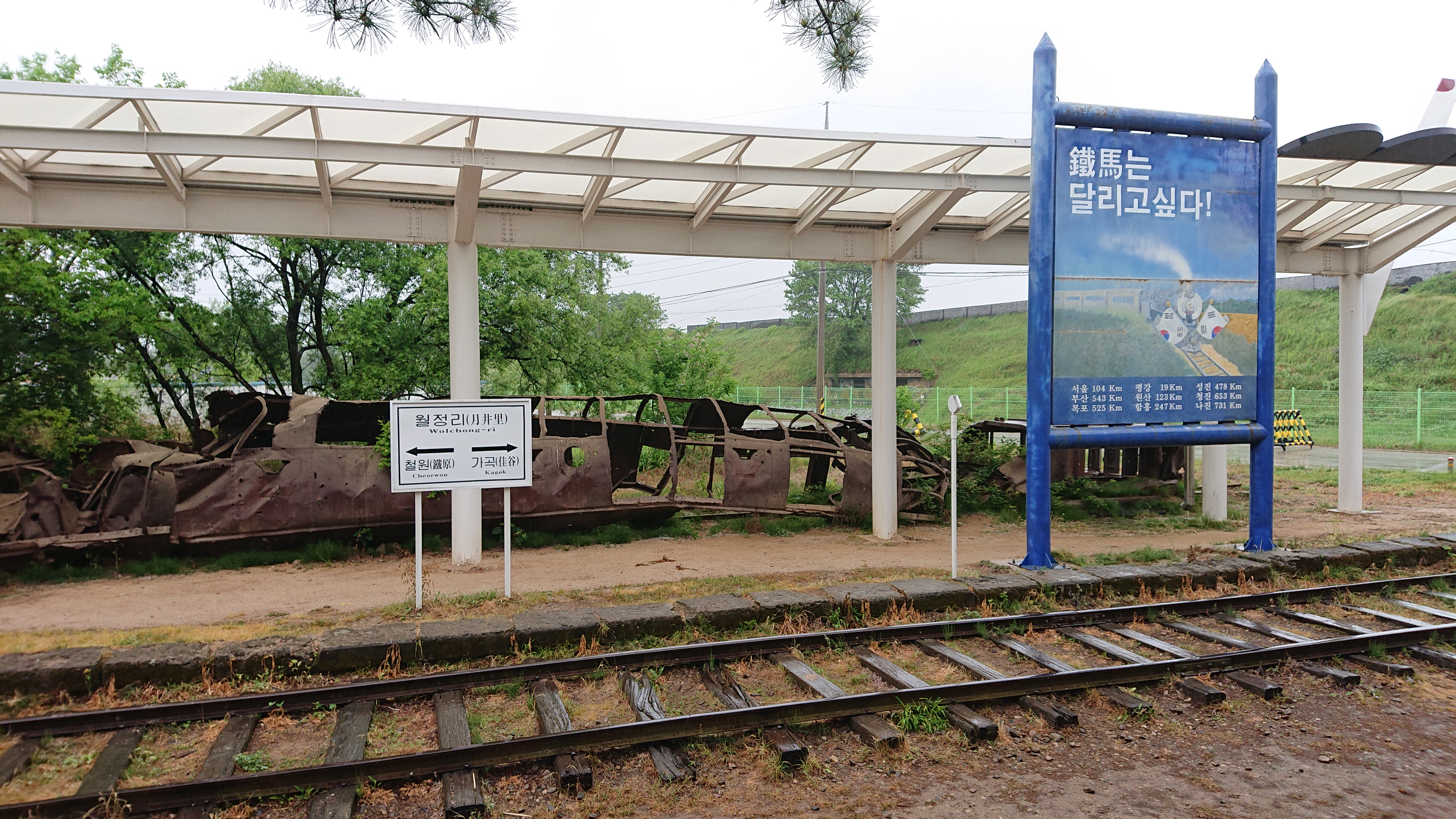
역 구내

## 같이 보기
- 평화열차